# Dialhypocrea
Dialhypocrea is een monotypisch geslacht behorend tot de familie Hypocreaceae van de ascomyceten. Het bevat alleen de soort Dialhypocrea puiggariana .